# 美索不達米亞阿拉伯語

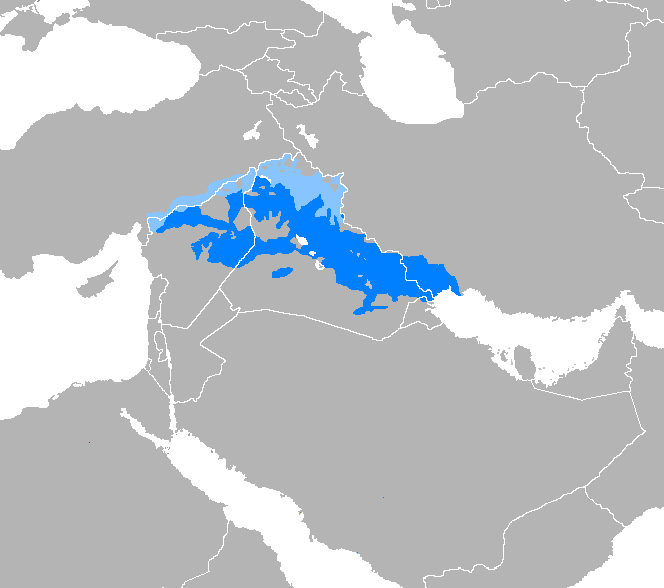

美索不達米亞阿拉伯語，也叫伊拉克阿拉伯語，是指主要通行於伊拉克的美索不達米亞盆地的阿拉伯語變體。它也通行於敘利亞中部和北部、伊朗西部、土耳其西南部，及其他伊拉克人散居的地區。它是伊拉克阿拉伯語的主要口語形式。